# Marta Kobierska
Marta Ludwika Kobierska z domu Dejneka, (ur. 25 sierpnia 1932 w Koniuchach, powiat zamojski, województwo lubelskie, zm. 12 września 2015 w Łodzi) – kostiumograf filmowa. Absolwentka Państwowej Wyższej Szkoły Sztuk Plastycznych w Łodzi.
Po ukończeniu studiów w Państwowej Wyższej Szkole Sztuk Plastycznych w Łodzi rozpoczęła pracę jako projektantka ubiorów w domu mody Telimena w Łodzi, a w 1962 roku trafiła do filmu, jako asystentka kostiumografa w filmie Na białym szlaku. W tym samym roku debiutowała jako kostiumograf w filmie Mężczyźni na wyspie (reż. Jan Laskowski).
Pomimo tego, że była już po debiucie kostiumografa, przyjęła asystenturę u boku Ewy Starowieyskiej i Jerzego Szeskiego w Popiołach Andrzeja Wajdy. Zajmowała się tam kostiumami militarnymi. Było to dla niej bardzo ważne doświadczenie zawodowe, które sama określała jako jej "uniwersytet kostiumowy".
Szybko zdobyła opinię znakomitej kostiumograf radzącej sobie w każdej, nawet najtrudniejszej sytuacji. Tadeusz Chmielewski reżyser filmu Jak rozpętałem drugą wojnę światową tak się wypowiedział o jej pracy: Ileż trudu wymagał od Marty film. Musiała wykazać się dużą pomysłowością, żeby zaprojektować tysiące mundurów i zwykłych ubrań z różnych części świata, w których działa się akcja. Nie zaliczyła żadnej wpadki.
Przy realizacji serialu telewizyjnego Chłopi (reż. Jan Rybkowski) zjeździła wiele wsi zamieszkałych przez Księżaków łowickich w poszukiwaniu autentycznych kostiumów chłopskich, które wykorzystała później na planie filmowym.
Była uważana za specjalistkę od kostiumów historycznych. Spod jej ręki wyszły stroje, które pamiętamy z tak znanych filmów i seriali kostiumowych jak: Kariera Nikodema Dyzmy; Rodzina Połanieckich; Dulscy; Granica; Znachor; Wilczyca;  Komediantka...
Jako kostiumograf pracowała przy ponad 50 filmach i serialach. Ostatnie jej prace to dwa  seriale w reżyserii Juliana Dziedziny – W piątą stronę świata i Dziewczyna z Mazur (1990 rok).
W roku 2013 otrzymała Nagrodę Stowarzyszenia Filmowców Polskich za wybitne osiągnięcia artystyczne.
Mężem Marty Kobierskiej był plastyk (malarz, grafik) Romuald Waldemar Kobierski, a ich syn Jacek Kobierski pracował w kinematografii jako kierownik produkcji i kierownik planu zdjęciowego.
W czasach studenckich, w latach 50. XX wieku, Marta Kobierska pracowała w słynnej filmowej kawiarni Honoratka w Łodzi. Wypowiada się na ten temat w filmie Czarodzieje Honoratki (reż. Leopold René Nowak).

## Filmografia
- 1962: Na białym szlaku – Film fabularny – Współpraca kostiumograficzna
- 1962: Mężczyźni na wyspie – Film fabularny – Kostiumy
- 1963: Naprawdę wczoraj – Film fabularny – Kostiumy
- 1963: Kryptonim Nektar – Film fabularny – Współpraca kostiumograficzna
- 1964: Echo – Film fabularny – Kostiumy
- 1965: Śmierć w środkowym pokoju – Film fabularny – telewizyjny – Kostiumy
- 1965: Popioły – Film fabularny – Militaria
- 1966: Chudy i inni – Film fabularny – Kostiumy
- 1966: Bumerang – Film fabularny – Kostiumy
- 1968: Hrabina Cosel – Serial fabularny – Współpraca kostiumograficzna
- 1968: Hrabina Cosel – Film fabularny – Współpraca kostiumograficzna
- 1969: Jak rozpętałem drugą wojnę światową – Film fabularny – Kostiumy
- 1970: Różaniec z granatów – Film fabularny – telewizyjny – Kostiumy
- 1970: Przystań – Film fabularny – Kostiumy
- 1970: Pogoń za Adamem – Film fabularny – Kostiumy
- 1971: 150 na godzinę –  Film fabularny – Kostiumy
- 1972: Obszar zamknięty – Film fabularny – telewizyjny – Kostiumy
- 1972: Chłopi – Serial fabularny – Kostiumy
- 1972: 777 – Film fabularny – telewizyjny – Kostiumy
- 1973: Zasieki – Film fabularny – Kostiumy
- 1973: Drzwi w murze – Film fabularny – Kostiumy
- 1973: Chłopi – Film fabularny – Kostiumy
- 1975: Znikąd donikąd – Film fabularny – Kostiumy
- 1975: Trzecia granica – Serial fabularny – Kostiumy
- 1975: Dulscy – Film fabularny – Kostiumy
- 1975: Bielszy niż śnieg – Film fabularny – telewizyjny – Kostiumy
- 1976: Daleko od szosy – Serial fabularny – Kostiumy
- 1977: Milioner – Film fabularny – Kostiumy
- 1977: Granica – Film fabularny – Kostiumy
- 1977: Biohazard – Film fabularny – telewizyjny – Kostiumy
- 1978: Rodzina Połanieckich – Serial fabularny – Kostiumy
- 1980: Mniejsze niebo – Film fabularny – Kostiumy
- 1980: Kariera Nikodema Dyzmy – Serial fabularny – Kostiumy
- 1980: Jeśli serce masz bijące – Film fabularny – Kostiumy
- 1981: Znachor – Film fabularny – Kostiumy
- 1981: Spokojne lata – Film fabularny – Kostiumy
- 1982: Wilczyca – Film fabularny – Kostiumy
- 1982: Nieciekawa historia – Film fabularny – Kostiumy
- 1983: Wedle wyroków twoich... – Film fabularny – Kostiumy
- 1983: Marynia – Film fabularny – Kostiumy
- 1985: Wkrótce nadejdą bracia – Film fabularny – Kostiumy
- 1985: Tate – Film fabularny – telewizyjny – Kostiumy
- 1986: Republika nadziei – Film fabularny – Kostiumy
- 1986: Pogrzeb lwa – Film fabularny – telewizyjny – Kostiumy
- 1986: Komediantka – Film fabularny – Kostiumy
- 1987: Ucieczka z miejsc ukochanych – Serial fabularny – Kostiumy
- 1987: Komediantka – Serial fabularny – Kostiumy
- 1987: Dzikun – Film fabularny – Kostiumy
- 1988: Gwiazda Piołun – Film fabularny – Dekoracja wnętrz
- 1990: W piątą stronę świata – Serial fabularny – Kostiumy
- 1990: Dziewczyna z Mazur – Serial fabularny – Kostiumy[3].